# Altdeutscher Walzer
Altdeutscher Walzer ist ein Walzer von Johann Strauss Sohn ohne Opuszahl. Das Datum und der Ort der Uraufführung sind nicht überliefert.

## Einzelnachweis
1. ↑  Quelle: Englische Version des Booklets (Seite 114) in der 52 CDs umfassenden Gesamtausgabe der Orchesterwerke von Johann Strauß (Sohn), Hrsg. Naxos (Label). Das Werk ist als achter Titel auf der 44. CD zu hören.